# Матриншан
Матриншан (порт. Matrinchã) — муниципалитет в Бразилии, входит в штат Гояс. Составная часть мезорегиона Северо-запад штата Гойас. Входит в экономико-статистический микрорегион Риу-Вермелью. Население составляет 5001 человек на 2006 год. Занимает площадь 1150,891 км². Плотность населения — 4,3 чел./км².

## Статистика
- Валовой внутренний продукт на 2003 год составляет 33 875 960,00 реалов (данные: Бразильский институт географии и статистики).
- Валовой внутренний продукт на душу населения на 2003 год составляет 7085,54 реалов (данные: Бразильский институт географии и статистики).
- Индекс развития человеческого потенциала на 2000 год составляет 0,710 (данные: Программа развития ООН).